# Alstroemeria penduliflora
Alstroemeria penduliflora es una especie de las alstroemeriáceas.Fue descrita por primera vez por M.C.Assis en 2002. Alstroemeria penduliflora pertenece al género Alstroemeria y a la familia Alstroemeriaceae.

## Descripción
Es endémica del sureste de Brasil, especialmente descrito en el estado Minas Gerais. Es un geófito tuberoso y crece principalmente en el bioma tropical estacionalmente seco.